# Schneider 37 mm Mle 1930
La mitrailleuse de 37 mm Schneider era un cannone automatico antiaereo francese impiegato in pochi esemplari all'inizio della seconda guerra mondiale.

## Storia
Tra le due guerre mondiali la Francia disponeva ancora di imponenti stock di armi della Grande Guerra ed i vertici militari ritenevano, influenzati dalle esperienze di quel conflitto, ritenevano che le versioni antiaeree del leggendario 75 mm Mle. 1897 e le mitragliatrici fossero sufficienti al contrasto dei velivoli. L'industria francese si dimostrò più lungimirante e la Schneider nei primi anni trenta sviluppò e presentò alle autorità militari un cannone automatico antiaereo da 37 mm. L'arma fu testata ma non suscitò l'interesse delle forze armate, che ne contestarono la bassa cadenza di tiro, e venne offerta sul mercato estero, dove riscontrò l'interesse della Romania che ne acquistò alcuni pezzi.
Quando gli inviati militari francesi assistettero alle prove di Blitzkrieg della guerra civile spagnola, i vertici militari si resero conto dell'esigenza di un'arma antiaerea moderna a tiro rapido. Come soluzione temporanea, si ricorse all'acquisto della mitragliera Hotchkiss 25 mm Mle 1938, in attesa che il pezzo prescelto dall'Armée de terre, lo Schneider 37 mm, fosse disponibile. Il progetto infatti era ancora insoddisfacente sotto diversi aspetti: la ridotta lunghezza della canna limitava gittata e velocità alla volata, la munizione sviluppata non era particolarmente prestante, l'affusto ruotato era troppo pesante ed ingombrante in lunghezza. Nel 1938 tuttavia la guerra contro la Germania nazista era percepita ormai come imminente, quindi vennero comunque ordinati 700 cannoni denominati Mitrailleuse de 37 mm Schneider Mle 1930 ed in parallelo venne acquistato anche il Bofors 40 mm svedese.
Tuttavia il pezzo si rivelò difficile da produrre ed i problemi incontrati dalla Schneider si tradussero in un grosso ritardo nelle consegne. All'inizio della campagna di Francia, erano in servizio probabilmente 20 Schneider Mle 30. La situazione era talmente grave che all'inizio del 1940 i francesi avevano richiesto agli Stati Uniti la fornitura di grandi quantità di Colt 37 mm M1; l'invasione tedesca e la rapida resa della Francia misero fine sia a questo progetto che alla produzione del pezzo Schneider. I pochi pezzi prodotti scomparvero dalla scena senza lasciare traccia di un loro reale impiego operativo. I numeri ridotti non ne giustificarono l'altrimenti solito reimpiego da parte della Wehrmacht.